# Église Santa Maria Ancillarum

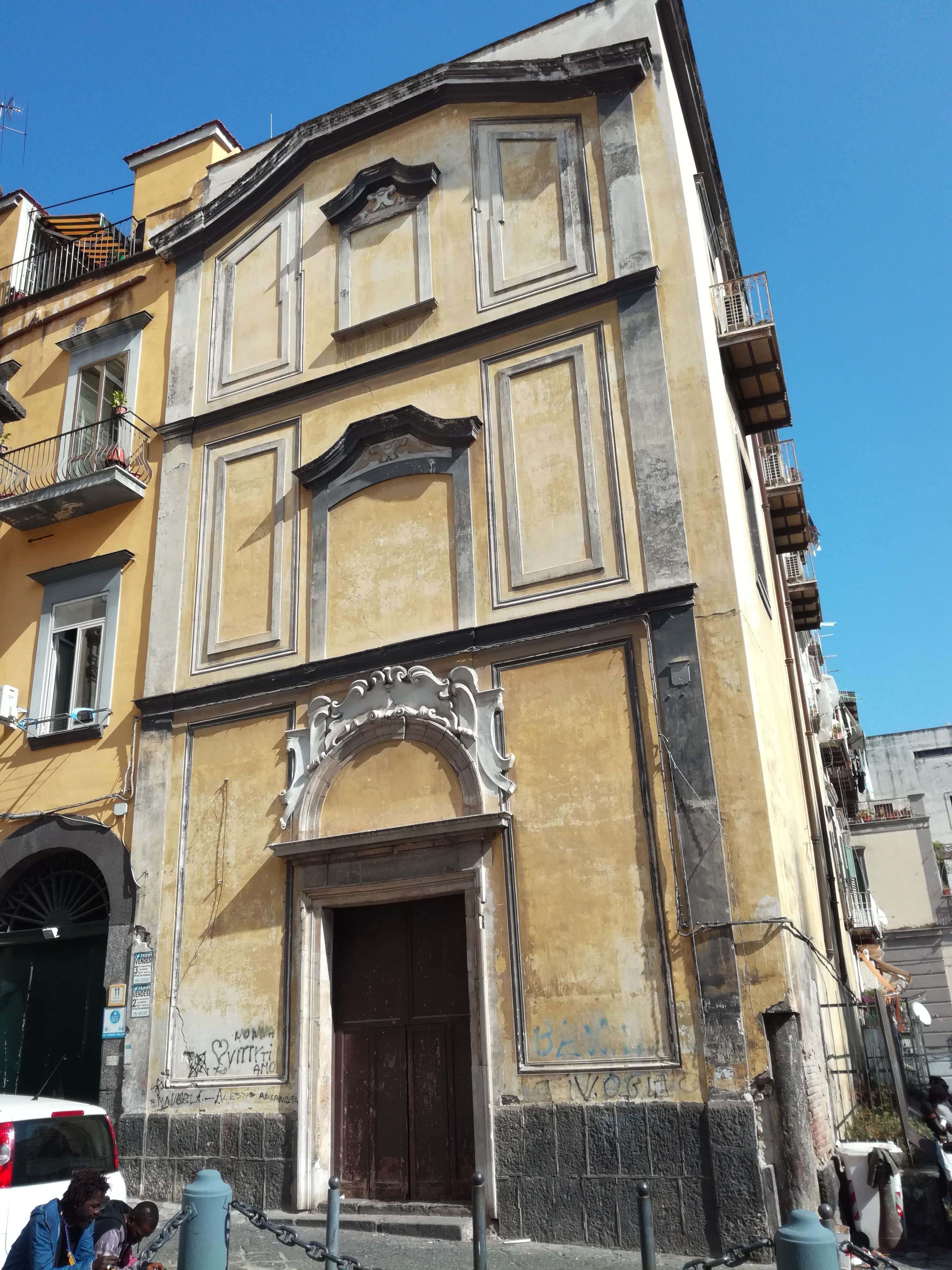
Façade refaite à l'époque baroque.

L'église Santa Maria Ancillarum (Sainte-Marie-des-Servantes) est une église du centre historique de Naples située tout contre l'église Santa Maria Donnaregina Nuova, en face du palais archiépiscopal.

## Histoire et description
Les historiens supposent que sa dénomination provient des servantes de la reine Marie de Hongrie (1257-1323), épouse de Charles II d'Anjou, roi de Naples. Celle-ci s'était retirée à Donnaregina Nuova et ses servantes avaient obtenu cette petite église, juste à côté, pour leur usage.
Cette petite église érigée donc à la fin du XIIIe siècle présente une structure et ďes éléments de style gothique. Des fresques décorent les voûtes à croisée d'ogives. On remarquait autrefois un polyptyque au-dessus du maître-autel d'un auteur inconnu du XVe siècle, figurant La Vierge avec saint Christophe et saint Jacques. Il est déposé aujourd'hui à la basilique de l'Incoronata Madre del Buon Consiglio. L'église conserve encore un tableau représentant La Nativité de Marie de Giacinta Sacchetti, daté de 1734. 
L'église est ouverte de temps à autre.

## Source de la traduction
- (it) Cet article est partiellement ou en totalité issu de l’article de Wikipédia en italien intitulé « Chiesa di Santa Maria Ancillarum » (voir la liste des auteurs).